# Ścinawka Górna

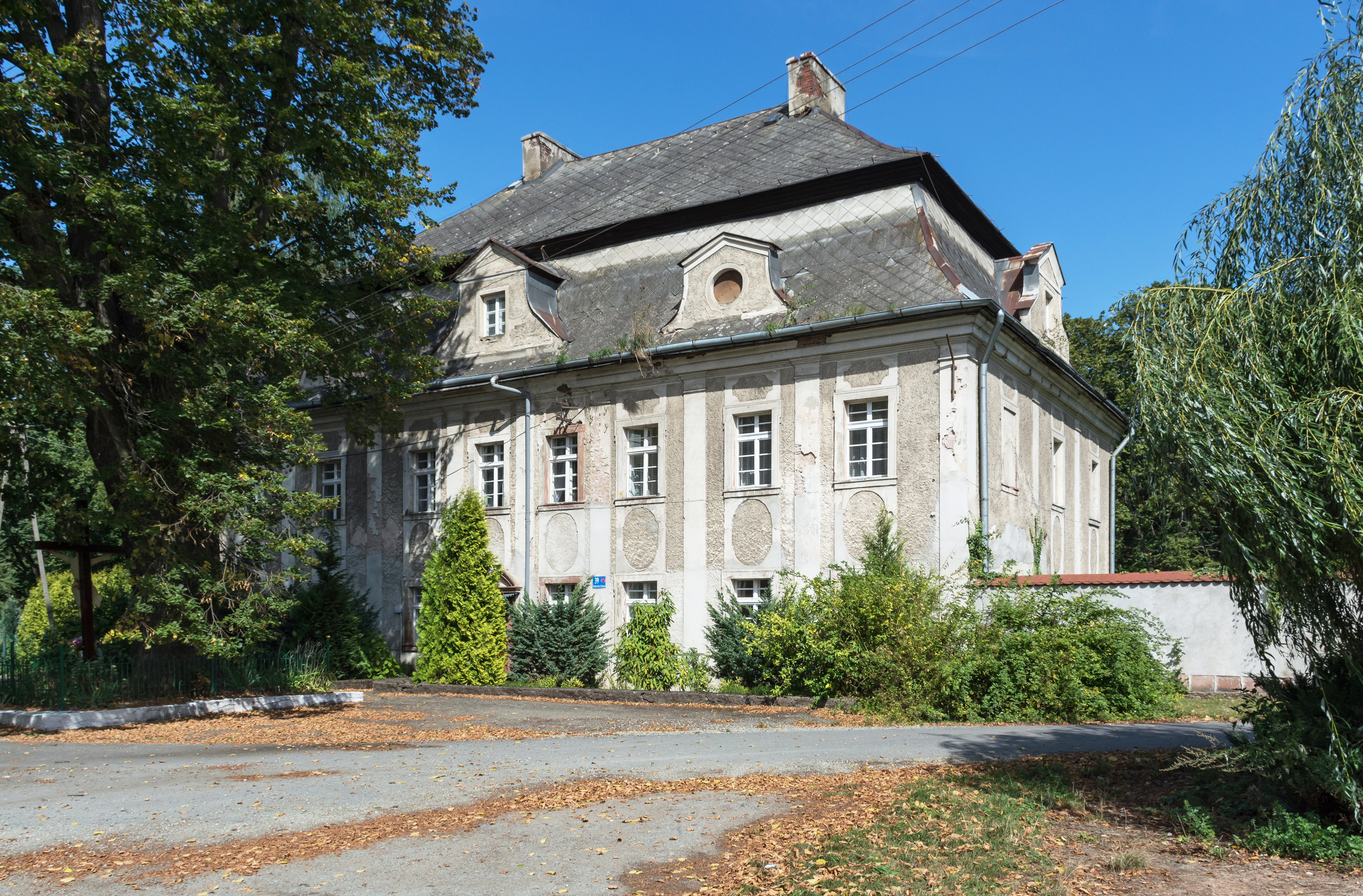
Pałac letni w Sarnach

Ścinawka Górna (niem. Obersteine) – wieś w Polsce, położona w województwie dolnośląskim, w powiecie kłodzkim, w gminie Radków.
W latach 1975–1998 wieś administracyjnie należała do województwa wałbrzyskiego.

## Integralne części wsi
| SIMC    | Nazwa     | Rodzaj     |
| ------- | --------- | ---------- |
| 0855078 | Bemowo    | część wsi  |
| 0855084 | Błogocice | przysiółek |
| 0855090 | Sarny     | przysiółek |

## Transport kolejowy
Przez wieś przebiega towarowa linia kolejowa Ścinawka Średnia – Tłumaczów.

## Zabytki
Według rejestru zabytków Narodowego Instytutu Dziedzictwa na listę zabytków wpisane są obiekty:
- zespół pałacowy "Sarny":
  - renesansowy dwór z 1590 roku[8], przebudowany na pałac w XVII-XVIII w.,
  - pałac letni w Sarnach z 1730 r.,
  - spichrz z drugiej połowy XVII w.,
  - park z XVIII-XIX w.

Inne zabytki:
- kolumna maryjna z figurą Matki Boskiej Wambierzyckiej[9],
- wiele domów z XIX, o cechach architektury ludowej[9].